# Zumbulčić
Zumbulčić (lat. Hyacinthella), rod od desetak vrsta jednosupnica iz porodice šparogovki raširen po istočnoj i jugoistonoj Europi i jugozapadnoj Aziji.
Zumbulčići su trajnice, a dvije vrste rastu i u Hrvatskoj, to je rani zumbulčić (H. leucophaea) i endemski dalmatinski zumbulčić (H. dalmatica), koji je strogo zaštićena vrsta

## Vrtste
1. Hyacinthella acutiloba K.Perss. & Wendelbo
2. Hyacinthella atropatana (Grossh.) Mordak & Zakhar.
3. Hyacinthella campanulata K.Perss. & Wendelbo
4. Hyacinthella dalmatica (Baker) Chouard[3]
5. Hyacinthella glabrescens (Boiss.) K.Perss. & Wendelbo
6. Hyacinthella heldreichii (Boiss.) Chouard
7. Hyacinthella hispida (J.Gay) Chouard
8. Hyacinthella lazulina K.Perss.& Jim.Perss.
9. Hyacinthella leucophaea (K.Koch) Schur
10. Hyacinthella lineata (Steud. ex Schult. & Schult.f.) Chouard
11. Hyacinthella micrantha (Boiss.) Chouard
12. Hyacinthella millingenii (Post) Feinbrun
13. Hyacinthella nervosa (Bertol.) Chouard
14. Hyacinthella pallasiana (Steven) Losinsk.
15. Hyacinthella persica (Boiss. & Buhse) Chouard
16. Hyacinthella sartensis B.Mathew
17. Hyacinthella transcaspica (Litv.) Chouard
18. Hyacinthella venusta K.Perss.